# Hyundai Stargazer
Hyundai Stargazer – samochód osobowy typu minivan klasy kompaktowej produkowany pod południowokoreańską marką Hyundai od 2022 roku.

## Historia i opis modelu

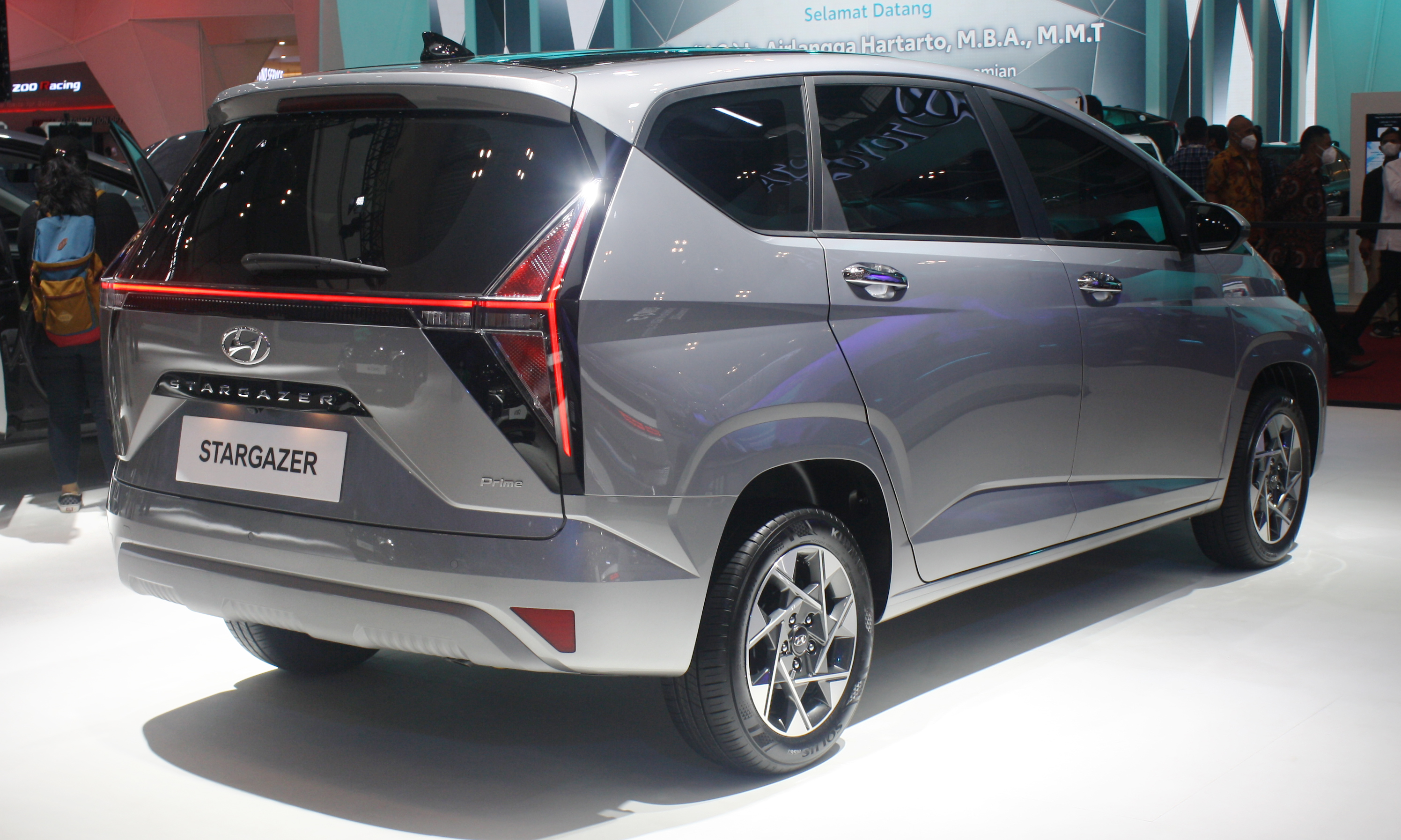
Hyundai Stargazer - tył

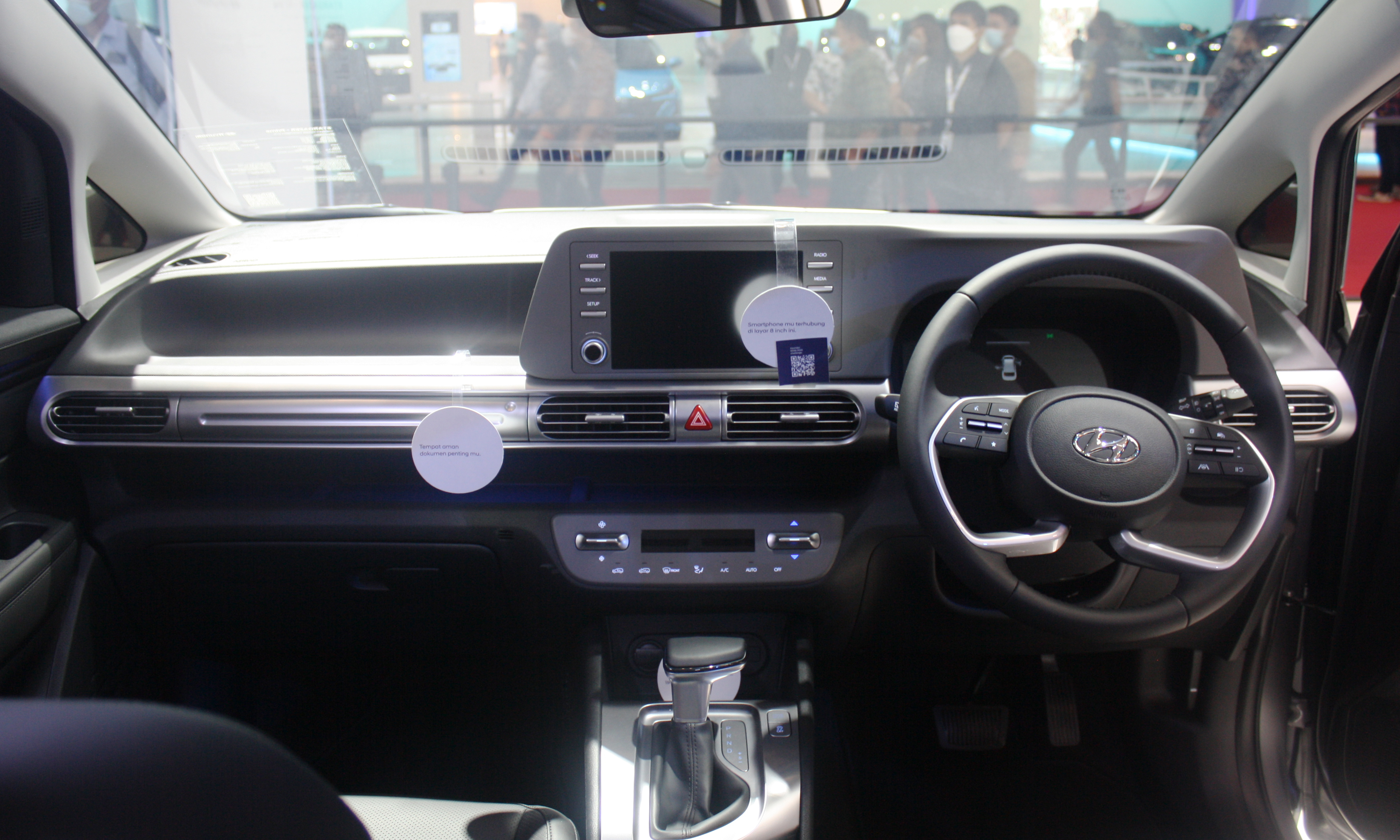
Hyundai Stargazer - kokpit

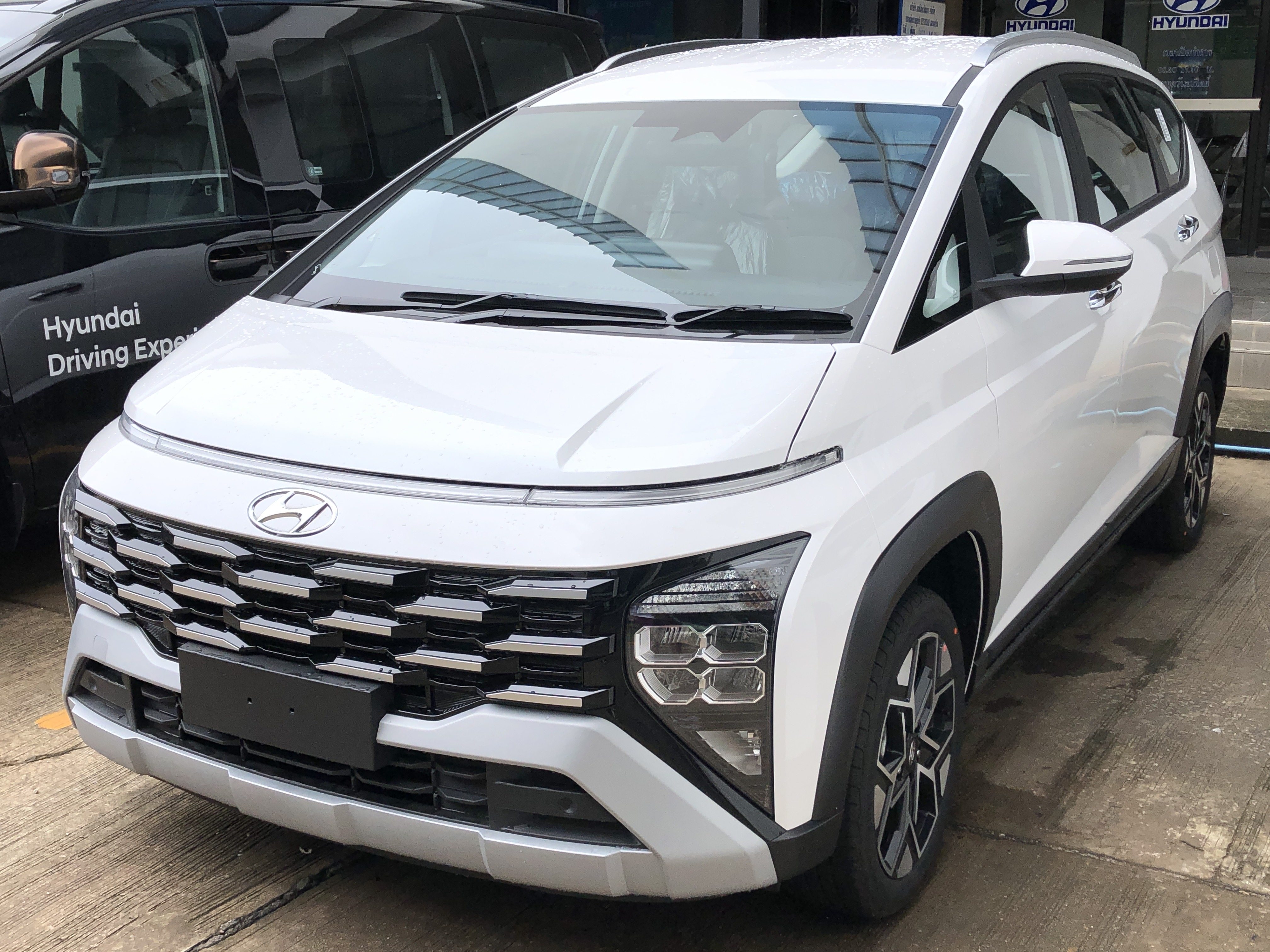
Hyundai Stargazer X

W połowie lipca 2022 Hyundai przedstawił swojego pierwszego od lat nowego minivana, który opracowany został specjalnie z myślą o rynkach rozwijających się jako odpowiedź na oferowane tam już konstrukcje japońskich producentów. Model Stargazer powstał na stosowanej już w crossoverach południowokoreańskiego koncernu płycie podłogowej, pozwalając na wygospodarowanie obszernej przestrzeni pasażerskiej umożliwiającej przewiezienie od 6 do 7 pasażerów w trzech rzędach siedzeń o zmiennej aranżacji.
Nadwozie utrzymane zostało w awangardowej, futurystycznej stylistyce południowokoreańskiej firmy nawiązującej m.in. do flagowego vana Staria. Jednobryłowa, obła sylwetka została przyozdobiona przez wąski pas świetlny z przodu i niżej osadzone odrębne klosze reflektorów, z kolei tylną część nadwozia zwieńczyły trzyliniowe lampy wykonane w technologii LED. 
Kabina pasażerska utrzymana została w typowym dla Hyundaia wzornictwie, wyróżniając się wykończeniem dwoma ekranami: 8-calowym wyświetlaczem dotykowym do sterowania systemem multimedialnym oraz 4,3-calowym wirtualnym wyświetlaczem zamiast tradycyjnych zegarów. W zależności od wariantu wyposażenia, Stargazer może zostać wyposażony w rozbudowany pakiet systemów bezpieczeństwa, a także takie detale jak m.in. ambientowe oświetlenie kabiny pasażerskiej.

### Sprzedaż
Hyundai Stargazer powstał z myślą o rynkach rozwijających się, na czele z Indonezją, gdzie wyznaczone zostały główne zakłady produkcyjne i to tam w pierwszej kolejności rozpoczęła się sprzedaż. W październiku 2022, trzy miesiące po światowym debiucie, Stargazer wzbogacił ofertę także na Filipinach i Wietnamie, gdzie uruchomiono także lokalną produkcję. W zależności od regionu Azji, kompaktowy minivan oferowany jest z różnymi konfiguracjami jednostek napędowych oraz przekładni biegów, włącznie z manualną oraz automatycznymi: hydrauliczną, dwusprzęgłową oraz bezstopniową.

### Silnik
- R4 1.5l 113 KM